# Poljuško Pole
Poljuško Pole (in russo Полюшко-поле?, traslitterato anche come Poljushko Pole; in italiano: Pianura, mia pianura) è una celebre canzone sovietica.
Si ritiene erroneamente che sia stata composta durante la Rivoluzione russa e che sia stata cantata dall'Armata rossa. In realtà, questo canto è stato scritto nel 1934 da Lev Knipper per la parte corale della sua quarta sinfonia, Poema su un soldato Komsomol, su testo di Viktor Gusev. In seguito all'entusiasmo suscitato da questa parte corale, il canto ha finito per essere avulso dalla sinfonia per diventare Poljuško Pole.

## Influenze culturali diPoljuško Pole

### Cinema
- Nel 1966 è stata adoperata, con un effetto molto drammatico, nel film Arrivano i russi, arrivano i russi, di Norman Jewison.
- È il brano che accompagna i titoli di testa del film Leningrad Cowboys Go America, di Aki Kaurismäki (1989).
- Il motivo può essere udito in sottofondo nel film Cast Away (2000) e in un episodio della serie TV Airwolf.

### Musica
- Poljuško Pole è la base di una canzone di Glenn Miller e Jerry Gray, intitolata Russian Patrol o The Red Cavalry March.
- Una cover strumentale della canzone viene eseguita su un organo Hammond da Grace Slick nell'album dei Jefferson Airplane Volunteers (1969), come intermezzo tra i brani "A Song for All Seasons" e "Volunteers".
- La canzone "Gone with the Wind", contenuta nell'album Under a Violet Moon (1999) del duo Blackmore's Night, è un adattamento di Poljuško Pole.
- È anche la base della canzone "Forlorn", della band italiana di death metal melodico Dark Lunacy, contenuta nel loro primo album ufficiale Devoid (2000).
- È la base di una canzone di Marc Almond intitolata "So Long the Path (So Wide the Field)", contenuta nel suo album di canzoni russe Heart on Snow (2003).
- Milva registra nel 1965 nell'album Canti della libertà la canzone "Lungo la strada" sulle note di Poljuško Pole.
- Il gruppo ska-punk italiano Banda Bassotti ha registrato una versione della canzone nell'album Así es mi vida del 2003.
- Il gruppo power metal tedesco Powerwolf ha composto Werewolves of Armenia, brano dell'album Bible of the Beast del 2009, sul tema di Poljuško Pole.
- Un campionamento del brano è utilizzato come base per "Design in Malice" del gruppo Hip-Hop statunitense Jedi Mind Tricks